# Liothrips brevitubus
Liothrips brevitubus är en insektsart som beskrevs av Hiromichi Kono 1964. Liothrips brevitubus ingår i släktet Liothrips och familjen rörtripsar. Inga underarter finns listade i Catalogue of Life.